# Marianne North
Pour les articles homonymes, voir North.
Marianne North, née le 24 octobre 1830 à Hastings et morte le 30 août 1890 à Alderly, est une naturaliste et une illustratrice botanique anglaise.

## Biographie

### Jeunesse et vie avec ses parents
Elle est issue d'une famille de propriétaires terriens fortunés. Son père, Frédéric North, était membre du parlement britannique pour Hastings, sa mère était la fille de Sir John Marjoribanks, 1er baron de Lees dans le comté de Berwick et également membre du parlement. Marianne North suit initialement une formation de chant sous la direction de Charlotte Helen Sainton-Dolby, mais sa voix faillit et elle se tourne alors vers la peinture. Après la mort de sa mère en 1855, elle lui promet de ne pas quitter son père et renonce à se marier. Elle accompagne son père pendant ses déplacements et prend soin de lui pendant quatorze ans. À la mort de celui-ci en 1869, elle décide de poursuivre son idée de peindre la flore de pays lointains. Elle loue d'abord une maison à Kingston upon Thames et passe cinq mois à peindre les fleurs exotiques admirées aux jardins de Kew.

### Voyages
Elle commence ses voyages en 1871-1872, allant d'abord au Canada, aux États-Unis et en Jamaïque puis passant un an au Brésil, où elle réalise la plus grande partie de son travail depuis une hutte dans la forêt. En 1875, après quelques mois à Tenerife, elle commence un voyage à travers le monde, et peint pendant deux ans la flore de Californie, du Japon, de Bornéo, de Java et de Ceylan. Elle passe l'année 1878 aux Indes.
À son retour en Grande-Bretagne, elle expose nombre de ses dessins à Londres. Elle propose alors de donner sa collection aux Jardins botaniques royaux de Kew et de faire ériger une galerie à ses frais pour les abriter. Cette proposition est acceptée et la construction du nouveau bâtiment, par l'architecte James Fergusson, débute l'année même.
Suivant une suggestion de Charles Darwin, elle se rend en Australie en 1880, et y peint, ainsi qu'en Nouvelle-Zélande, pendant un an. Ses peintures de Banksia attenuata, B. grandis et B. robur furent remarquées. Sa galerie à Kew est inaugurée en 1882. En 1883, après un voyage en Afrique du Sud, une salle supplémentaire y est ouverte et en 1884-1885, elle travaille aux Seychelles et au Chili. La galerie qui porte son nom abrite 832 peintures classées par région géographique ; le lambris est formé par une collection de bois de 246 espèces récoltées lors de ses voyages.
Marianne North meurt à Alderly dans le Gloucestershire le 30 août 1890 à presque 60 ans.

### Héritage

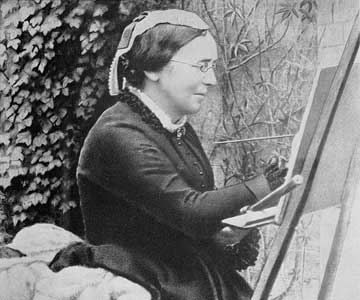
Marianne North vers 1880

La précision scientifique avec laquelle elle documenta la vie des plantes du monde entier, avant la photographie, témoigne de sa méthode pragmatique qui confère une valeur permanente à son œuvre. De nombreuses espèces de plantes sont nommées en son honneur comme Areca northiana, Crinum northianum, Kniphofia northiana, Nepenthes northiana, et le genre Northia.
Selon les Jardins botaniques royaux de Kew la North Gallery (le nom prête à confusion puisque la galerie est située dans la section est des jardins) est la « seule exposition permanente dédiée à une femme artiste en Grande-Bretagne ». En 2008, les Jardins de Kew obtinrent un don important de la National Lottery, la loterie nationale britannique, qui permit de réaliser une restauration importante du bâtiment et des peintures.

## Publications
Ses Mémoires ont été édités de façon posthume en trois volumes par sa sœur, Mrs John Addington Symonds:
- Recollections of a Happy Life (Souvenirs d'une vie heureuse), vol. I viii, 351 pp. ; vol. II, 343 pp., 2e éd. Londres, New York, Macmillan, 1893[5] (volume 1 et volume 2 de 1894 disponibles sur Internet Archive).

- Some Further Recollections of a Happy Life, selected from the Journals of Marianne North, chiefly between the year 1859 and 1869, viii, 316 pp., 3 pl., Londres, New York, Macmillan, 1893[6] (disponible sur Internet Archive).

## Galerie

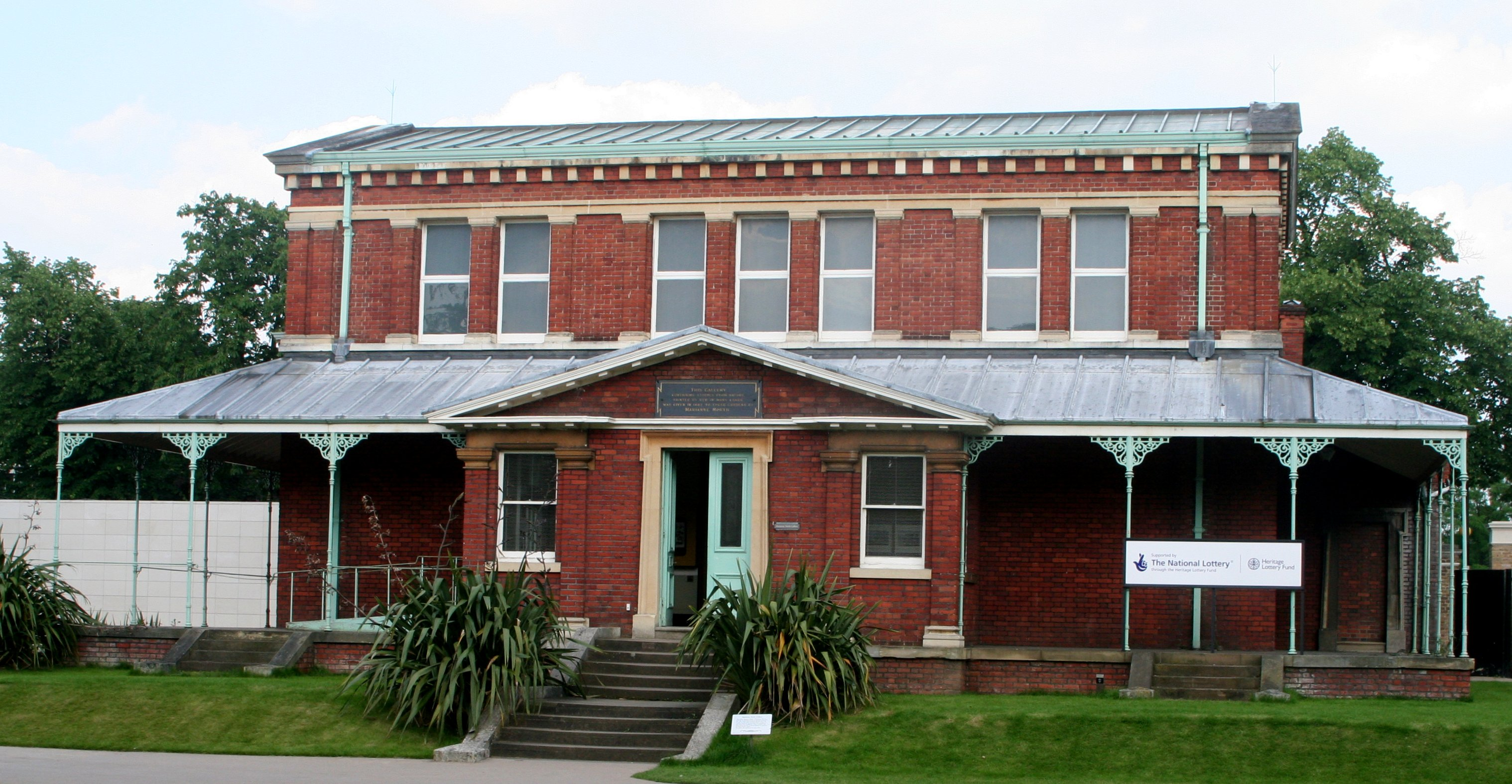
La Marianne North Gallery of Botanic Art aux Kew Gardens
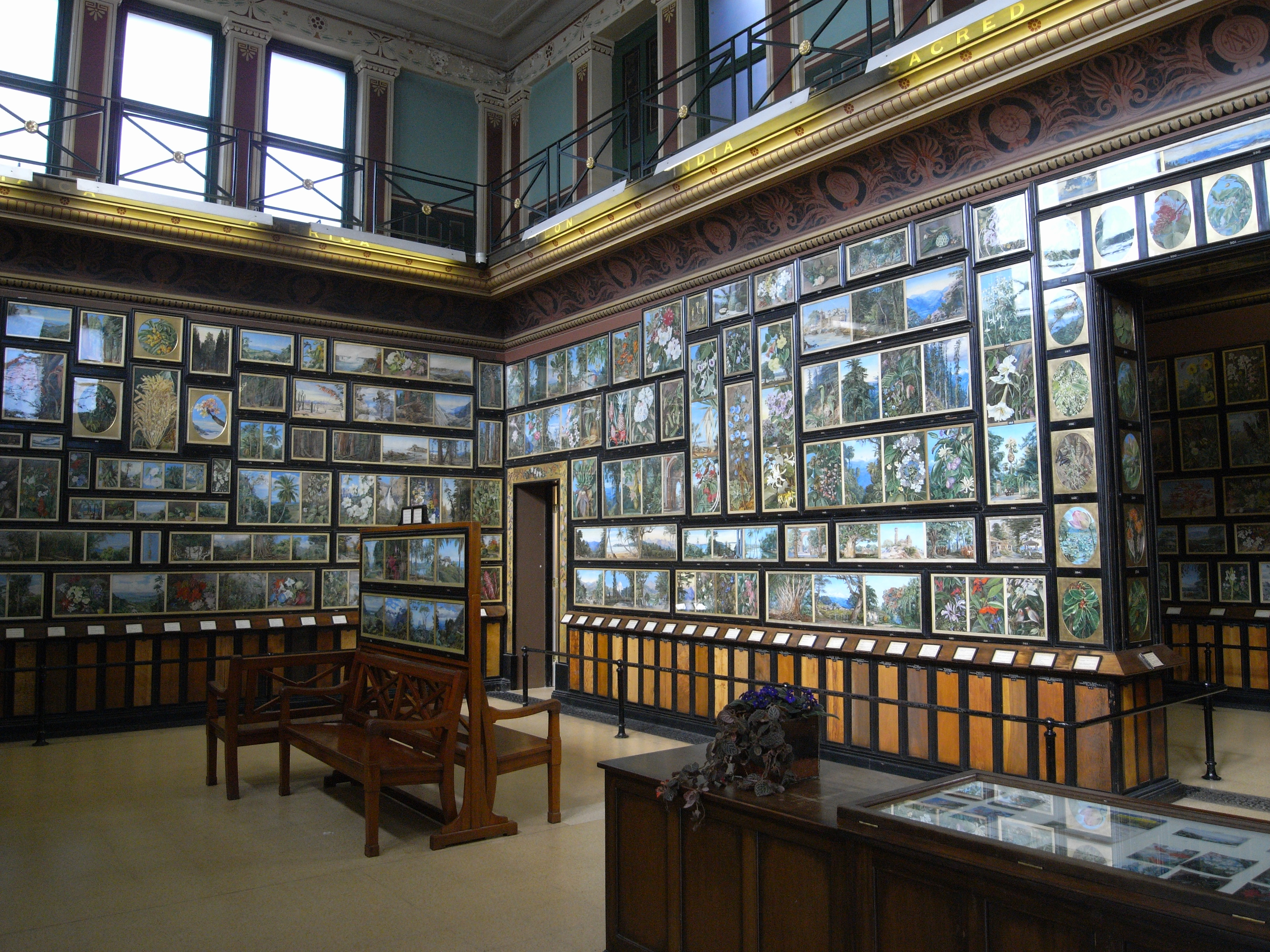
Intérieur de la Marianne North Gallery, Kew Gardens
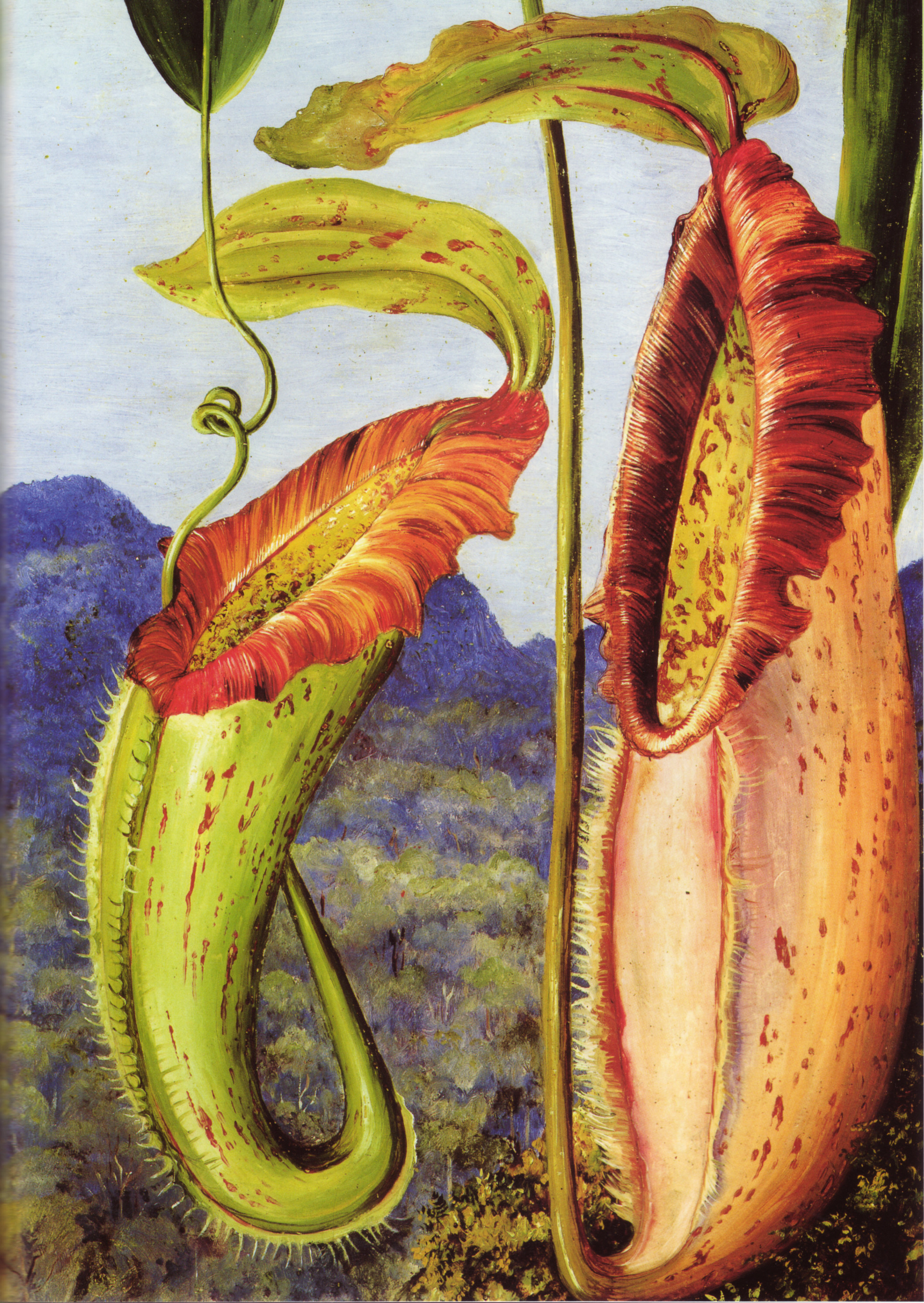
Peinture de Marianne North : Nepenthes northiana
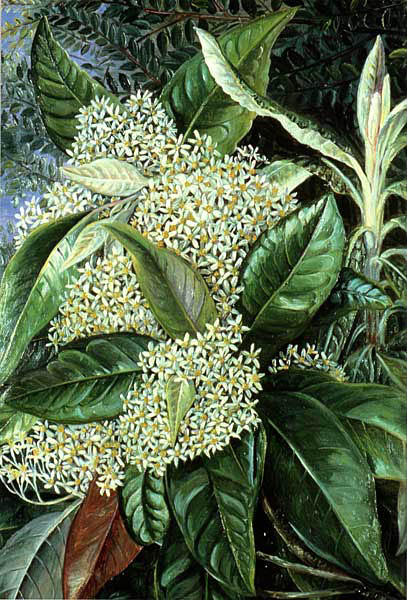
Peinture de Marianne North : Olearia argophylla
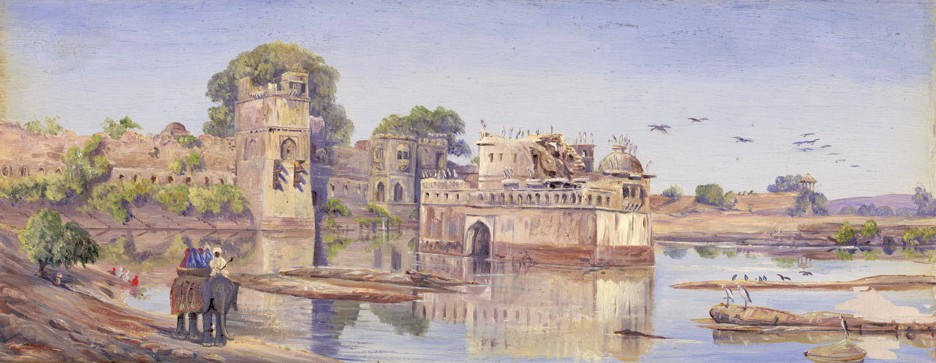
Peinture de Marianne North : Forts de Radjpout

## Sources
- (en) Cet article est partiellement ou en totalité issu de l’article de Wikipédia en anglais intitulé « Marianne North » (voir la liste des auteurs).

Cet article comprend des textes d'une publication aujourd'hui dans le domaine public : Chisholm, Hugh, ed (1911). "North, Marianne". Encyclopædia Britannica (11th ed.). Cambridge University Press.